# Snefru (Hashfunktion)
Snefru (benannt nach dem ägyptischen Pharao Sneferu) ist eine von Ralph Merkle entwickelte kryptologische Hashfunktion, die für beliebig lange Nachrichten einen Hash-Wert von 128 bzw. 256 Bit Länge berechnet.
Eli Biham und Adi Shamir konnten mit Hilfe der differentiellen Kryptoanalyse die Unsicherheit des ursprünglichen Designs von Snefru zeigen, in dem sie Nachrichtenpaare mit gleichem Hash-Wert innerhalb von Minuten fanden.
Das Design wurde daraufhin so geändert, dass die Zahl der Wiederholungen des Hauptdurchlaufs des Algorithmus erhöht wurde.
Aus Sicherheitsgründen wird der Einsatz von Snefru mit acht Durchläufen empfohlen. Allerdings ist der Algorithmus dann wesentlich langsamer als andere gängige Hash-Verfahren.